# Hugo Heyman (statistiker)
Hugo Ivar Heyman, född den 23 augusti 1883 i Skedevi församling, Östergötlands län, död den 30 december 1936 i Matteus församling, Stockholm, var en svensk statistiker.
Heyman blev filosofie kandidat vid Uppsala universitet 1906, anställdes i Kommerskollegium 1910, blev aktuarie i Socialstyrelsen 1916, sekreterare där 1981, var adjungerad ledamot för pris- och kooperationsstatistik 1919-28, samt föredragande tjänsteman i Rikskommissionen för ekonomisk försvarberedskap från 1928. 
Heyman var 1916 konsulent för de lokala livsmedelsnämnderna och 1917 ledamot av Folkhushållningskommissionen och chef för dess brödavdelning. Han tillhörde 1920 års mellanhandssakkunniga och var från 1931 statens representant i styrelsen för Svenska spannmålsföreningen. Heyman var från 1930 vice ordförande i Stockholms stads bostadskreditförening.
Han var stiftande medlem av Klubben Brunkeberg och medlem i Karolinska förbundet.